# Клей (округ, Арканзас)
Клей (англ. Clay County) — округ в США, штате Арканзас. Официально образован 24 марта 1842 года. По состоянию на 2010 год, численность населения составляла 16 083 человекa.

## География
По данным Бюро переписи США, общая площадь округа равняется 1 660,0 км², из которых 1 655,0 км² суша и 5,2 км² или 0,3 % это водоёмы.

### Соседние округа
- Батлер (Миссури) — север
- Данклин (Миссури) — восток
- Грин (Арканзас) — юг
- Рандолф (Арканзас) — запад)
- Рипли (Миссури) — северо-запад

## Демография
По данным переписи населения 2000 года в округе проживает 17 609 жителей в составе 7 417 домашних хозяйств и 5 073 семей. Плотность населения составляет 11 человек на км². На территории округа насчитывается 8 498 жилых строений, при плотности застройки 5 строений на км². Расовый состав населения: белые — 98,08 %, афроамериканцы — 0,19 %, коренные американцы (индейцы) — 0,69 %, азиаты — 0,08 %, представители других рас — 0,15 %, представители двух или более рас — 0,81 %. Испаноязычные составляли 0,80 % населения независимо от расы.
В составе 28,30 % из общего числа домашних хозяйств проживают дети в возрасте до 18 лет, 56,60 % домашних хозяйств представляют собой супружеские пары проживающие вместе, 8,60 % домашних хозяйств представляют собой одиноких женщин без супруга, 31,60 % домашних хозяйств не имеют отношения к семьям, 28,40 % домашних хозяйств состоят из одного человека, 16,70 % домашних хозяйств состоят из престарелых (65 лет и старше), проживающих в одиночестве. Средний размер домашнего хозяйства составляет 2,35 человека, и средний размер семьи 2,87 человека.
Возрастной состав округа: 23,10 % моложе 18 лет, 7,70 % от 18 до 24, 25,30 % от 25 до 44, 24,60 % от 45 до 64 и 19,40 % от 65 и старше. Средний возраст жителя округа 40 лет. На каждые 100 женщин приходится 93,50 мужчин. На каждые 100 женщин старше 18 лет приходится 88,30 мужчин.
Средний доход на домохозяйство в округе составлял 25 345 USD, на семью — 32 558 USD. Среднестатистический заработок мужчины был 24 375 USD против 17 146 USD для женщины. Доход на душу населения составлял 14 512 USD. Около 13,40 % семей и 17,50 % общего населения находились ниже черты бедности, в том числе — 21,20 % молодежи (тех, кому ещё не исполнилось 18 лет) и 22,70 % тех, кому было уже больше 65 лет.